# 월간 집
《월간 집》는 2021년 6월 16일부터 2021년 8월 5일까지 방영되었던 JTBC 수목드라마다.

## 기획의도
집을 사는(buy) 남자와 집에 사는(live) 여자의 내 집 마련 로맨스를 담은 드라마

## 제작진

### 연출
- 이창민 :

### 극본
- 명수현 :

## 등장인물

### 주요 인물
- 정소민 : 나영원 역 - 10년 째 월세살이 자취 중, 10년 차 잡지사 에디터.
- 김지석 : 유자성 역 - 수 백억 대 부동산 재벌.월간 집 대표.
- 정건주 : 신겸 역 - 캠핑 마니아, 사진작가.
- 김원해 : 최고 역 - 자가에서 가족과 생활 중, <월간 집> 편집장.
- 채정안 : 여의주 역 - 월세 130만원 럭셔리 자취 중, 에디터 13년 차.
- 안창환 : 남상순 역 - 부모님 집에 사는 캥거루족, 에디터 13년 차.

유영(이화겸))

### 그 외 인물
- 이정은 : 최고의 아내 역
- 이화겸 : 육미라 역 - 사는 곳 비밀, 어시스턴트 1년 차.
- 안현호 : 계주희 역 - 반지하 살이 중, 어시스턴트 1년 차.
- 윤지온 : 장찬 역 - 옥탑방 거주 중, 포토 어시스턴트.
- 김우담 : 황 비서 역
- 김희정 : 영원의 어머니 역
- 정승길 : 영원의 아버지 역
- 정지순 : 경비 역
- 미상 : 부동산 인도 강제 집행장을 든 사람들 역
- 미상 : 인터넷 도박에 빠져 월세를 밀린 세입자 역
- 김광식
- 한윤준 : 건축가 아들 역
- 박용
- 미상 : 남상순의 부모 역
- 미상 : 여의주의 아버지 역
- 미상 : 여의주의 어머니 역
- 미상 : 수험생 자식 역
- 송훈 : 집주인 역
- 왕지혜 : 소개팅 상대 역
- 미상 : 민국의 친누나 역
- 미상 : 건물주 역
- 미상 : 자성의 아버지 역

### 특별출연
- 김동영 : 영원의 구남친 역
- 심이영 : 유명 건축가 역
- 이정은 : 이수정 역 - <월간 집> 편집부 교열자 25년 차.
- 윤서현
- 김소은 : 남상순의 여자친구 역
- 하석진 : 이세훈 역 - 이심전심 부부의 남편 역
- 박하선 : 전이슬 역 - 이심전심 부부의 아내 역
- 이이경 : 권민국 역

## OST
다음은 오리지널 사운드트랙(OST) 싱글 앨범에 포함된 곡들이며, 정렬기준은 출시 순입니다.
- Part 1 후이 - IMAGINE (2021.06.17 발매)
- Part 2 조유리 - STORY OF US (2021.06.24 발매)
- Part 3 곽진언 - 그런 날 (2021.07.01 발매)
- Part 4 존박 - Here I Am (2021.07.08 발매)
- Part 5 WOODZ - There For You (Prod.AVIN) (2021.07.15 발매)
- Part 6 JERO - 흔한 후회
- Part 7 백아연 - 그대를 좀 더

## 같이 보기
- 대한민국의 텔레비전 드라마 목록 (ㅇ)
- 2021년 대한민국의 텔레비전 드라마 목록